# 神奈川県道519号相模湖停車場線
神奈川県道519号相模湖停車場線（かながわけんどう519ごう さがみこていしゃじょうせん）は、神奈川県相模原市緑区与瀬本町にある県道（一般県道）である。JR中央本線相模湖駅と国道20号・国道412号を結ぶルートで、総延長70mほどの短い県道である。

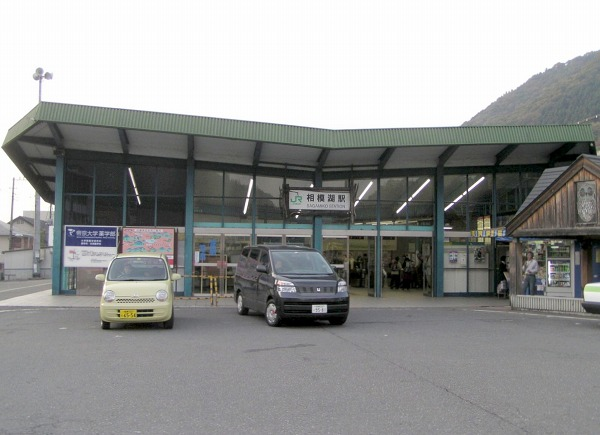
相模湖駅 2005年

## 概要
- 全長：0.069km
- 起点：相模原市緑区与瀬本町 相模湖駅前
- 終点：相模原市緑区与瀬本町 相模湖駅前交差点（国道20号・国道412号接続）
- Google マップ

## 通過する自治体
- 神奈川県
  - 相模原市（緑区）

## 主な接続路線
- 国道20号（相模原市緑区与瀬本町）
- 国道412号（相模原市緑区与瀬本町）

## 地理

### 周辺の主な川
- 相模川（接続道路沿い）

### 周辺の主な湖
- 相模湖（接続道路沿い）